# 四国大学交流プラザ
四国大学交流プラザ（しこくだいがくこうりゅうプラザ）は、徳島県徳島市寺島本町西にある四国大学に関する施設である。

## 沿革
- 2004年（平成16年）4月 - 地域交流拠点として開設。四国大学に関するイベントや学術的な催し等で利用される。
- 2002年（平成14年） - 四国大学生涯学習センターを設置。各種講座を受講することが出来る[1]。

## 施設
1階
- キャンパス広場
- 生涯学習センター事務室
- 交流プラザ事務室

2階
- 会議室

3階
- キャンパスギャラリー

4階
- 第1セミナー室
- 第2セミナー室

5階
- フォーラムホール[2]

## 交通
- JR徳島駅より徒歩約3分。